# 25 يوليو
- السبت
- الأحد
- الاثنين
- الثلاثاء
- الأربعاء
- الخميس
- الجمعة

- 283 محرم 1447  هـ
- 294 محرم 1447  هـ
- 305 محرم 1447  هـ
- 16 محرم 1447  هـ
- 27 محرم 1447  هـ
- 38 محرم 1447  هـ
- 49 محرم 1447  هـ
- 510 محرم 1447  هـ
- 611 محرم 1447  هـ
- 712 محرم 1447  هـ
- 813 محرم 1447  هـ
- 914 محرم 1447  هـ
- 1015 محرم 1447  هـ
- 1116 محرم 1447  هـ
- 1217 محرم 1447  هـ
- 1318 محرم 1447  هـ
- 1419 محرم 1447  هـ
- 1520 محرم 1447  هـ
- 1621 محرم 1447  هـ
- 1722 محرم 1447  هـ
- 1823 محرم 1447  هـ
- 1924 محرم 1447  هـ
- 2025 محرم 1447  هـ
- 2126 محرم 1447  هـ
- 2227 محرم 1447  هـ
- 2328 محرم 1447  هـ
- 2429 محرم 1447  هـ
- 2530 محرم 1447  هـ
- 261 صفر 1447  هـ
- 272 صفر 1447  هـ
- 283 صفر 1447  هـ
- 294 صفر 1447  هـ
- 305 صفر 1447  هـ
- 316 صفر 1447  هـ
- 17 صفر 1447  هـ

25 يوليو أو 25 تمُّوز أو 25 يوليه أو يوم 25 \ 7 (اليوم الخامس والعشرون من الشهر السابع) هو اليوم السادس بعد المئتين (206) من السنوات البسيطة، أو اليوم السابع بعد المئتين (207) من السنوات الكبيسة وفقًا للتقويم الميلادي الغربي (الغريغوري). يبقى بعده 159 يوما لانتهاء السنة.

## أحداث
- 1139 - انتصار كونتية البرتغال بقيادة ألفونسو الأول على المرابطين بقيادة على أبي الحسن، في معركة أوريك، مما أدى إلى تأسيس مملكة البرتغال.
- 1544 - ملوك أوروبا يعترفون بسيادة الدولة العثمانية على المجر بعد عشرين عاماً من الحروب منذ نجاح القوات العثمانية في فتحها وضمها إلى سيادتها.
- 1603 - تنصيب ملك اسكتلندا جيمس السادس على عرش إنجلترا باسم جيمس الأول ليكون أول ملوكها من أسرة ستيوارت.
- 1790 - مولاي اليزيد يأمر بإعدام محمد العربي قادوس، كبير وزراء السلطان المغربي محمد الثالث بن عبد الله.
- 1957 - إلغاء الملكية وإعلان قيام الجمهورية التونسية وتنصيب الحبيب بورقيبة رئيسًا لها.
- 1982 - بشير الجميل يعلن ترشيح نفسه لمنصب رئيس الجمهورية اللبنانية.
- 2004 - ليتوانيا وقبرص وسلوفينيا وسلوفاكيا وهنغاريا وإستونيا والتشيك ولاتفيا وبولندا ومالطا ينضمون إلى الاتحاد الأوروبي.
- 2007 - براتيبا باتيل تتولى رئاسة الهند لتكون أول امرأة تتولى هذا المنصب فيه.
- 2009 - إجراء الانتخابات البرلمانية والرئاسية في كردستان العراق وسط حضور مراقبين دوليين، وكانت نسبة المشاركة 78.5%.
- 2016 -
  - شركة فيرايزون للاتصالات الأمريكية تعلن عن استحواذها على ياهو بصفقة قدرت بـ 4.8 مليار دولار.
  - افتتاح القمة العربية في دورتها السابعة والعشرين بمدينة نواكشوط.
- 2018 - مقتل 221 شخصاً على الأقل وجُرح 200 آخرين خلال هجمات متفرقة داخل محافظة السويداء قام تنظيم داعش بتنفيذها.
- 2021 -
  - اليونيسكو تصنف منطقة حمى الثقافية في جنوب السعودية ضمن مواقع التراث العالمي.
  - أزمة سياسية في تونس بعد قرار الرئيس قيس سعيد تجميد عمل البرلمان وإقالة رئيس الوزراء هشام المشيشي، بينما رفضت حركة النهضة القرار.

## مواليد
- 1487 - إسماعيل الصفوي، مؤسس الدولة الصفوية.
- 1848 - آرثر جيمس بلفور، رئيس وزراء المملكة المتحدة وصاحب وعد بلفور.
- 1870 - ماكسفيلد باريش، رسام أمريكي.
- 1883 - لويس ماسينيون، مستشرق فرنسي.
- 1894 - والتر برينان، ممثل أمريكي.
- 1894 - غافريلو برينسيب، ثائر صربي تسبب قتله للأرشيدوق النمساوي وزوجته باندلاع الحرب العالمية الأولى.
- 1905 - إلياس كانيتي، روائي وكاتب مسرحي بلغاري حاصل على جائزة نوبل في الأدب عام 1981.
- 1920 - روزاليند فرانكلين، عالمة كيمياء فيزيائية بريطانية.
- 1922 - جيمس إيرلي، مهندس، وعالم إلكترونيات أمريكي.
- 1925 - جيري باريس، ممثل ومخرج ومنتج أمريكي.
- 1935 - عدنان خاشقجي، رجل أعمال سعودي.
- 1949 - شوقي شامخ، ممثل مصري.
- 1953 - روبرت زوليك، رئيس البنك الدولي.
- 1958 - محمد تقي الخوئي، فقيه مسلم عراقي.
- 1963 - هيديناري أوغاكي، ممثل أداء صوتي ياباني.
- 1964 - شريف شيخ أحمد، رئيس الصومال السابع.
- 1966 - واتارو تاكاغي، ممثل أداء صوتي ياباني.
- 1967 - مات لوبلان، ممثل أمريكي.
- 1972 - كارول سماحة، مغنية لبنانية.
- 1973 - كيفن فيليبس، لاعب كرة قدم إنجليزي.
- 1975 -
  - جان كلود دارتشفيل، لاعب كرة قدم فرنسي.
  - جودي كرادوك، لاعب كرة قدم إنجليزي.
- 1976 - مراد داناجي، ممثل تركي.
- 1978 -
  - أسماء لمنور، مغنية مغربية.
  - لويز براون، أمريكية هي أول من ولد عن طريق عملية أطفال الأنابيب في العالم.
- 1979 - خلف السلامة، لاعب كرة قدم كويتي.
- 1980 - ديامس، مغنية فرنسية / يونانية / قبرصية.
- 1981 - فين بالور، مصارع إيرلندي.

## وفيات
- 946 - محمد بن طغج الإخشيد، مؤسس الدولة الإخشيدية
- 1471 - توما الكمبيسي، لاهوتي كاثوليكي.
- 1492 - البابا إينوسنت الثامن، بابا الكنيسة الرومانية الكاثوليكية.
- 1799 - هشام بن محمد، سلطان مغربي من الأسرة العلوية.
- 1834 - صامويل تايلر كولريدج، شاعر إنجليزي.
- 1941 - حمد صعب، قائد عسكري لبناني.
- 1974 - حسن شاكر شعاعي، شاعر إيراني.
- 1980 - فلاديمير فيسوتسكي، مغني وممثل وشاعر روسي.
- 1985 - صالح شهاب، تربوي كويتي.
- 2001 - فهد بن سلمان بن عبد العزيز آل سعود، الإبن الأكبر للملك سلمان.
- 2002 - عبد الرحمن بدوي، فيلسوف مصري.
- 2010 - كامل الأسعد، رئيس مجلس النواب اللبناني.
- 2011 - زبن الخوالدة، حارس مرمى كرة قدم أردني.
- 2013 - محمد براهمي، معارض تونسي وأمين عام حركة الشعب.
- 2016 - خليل إينالجك، مؤرخ تركي.
- 2019 -
  - الباجي قائد السبسي، رئيس جمهورية تونس الخامس.
  - فاروق الفيشاوي، ممثل مصري.
- 2020 - مروان محفوظ، مطرب وممثل مسرحي لبناني.

## أعياد ومناسبات
- اليوم العربي للثقافة.
- عيد الجمهورية في تونس.
- يوم الدستور في بورتوريكو.
- اليوم الوطني في منطقة غاليسيا بإسبانيا.

## وصلات خارجية
- وكالة الأنباء القطريَّة: حدث في مثل هذا اليوم.
- النيويورك تايمز: حدث في مثل هذا اليوم.
- BBC: حدث في مثل هذا اليوم.